# St. Andreas (Mitteldorf)

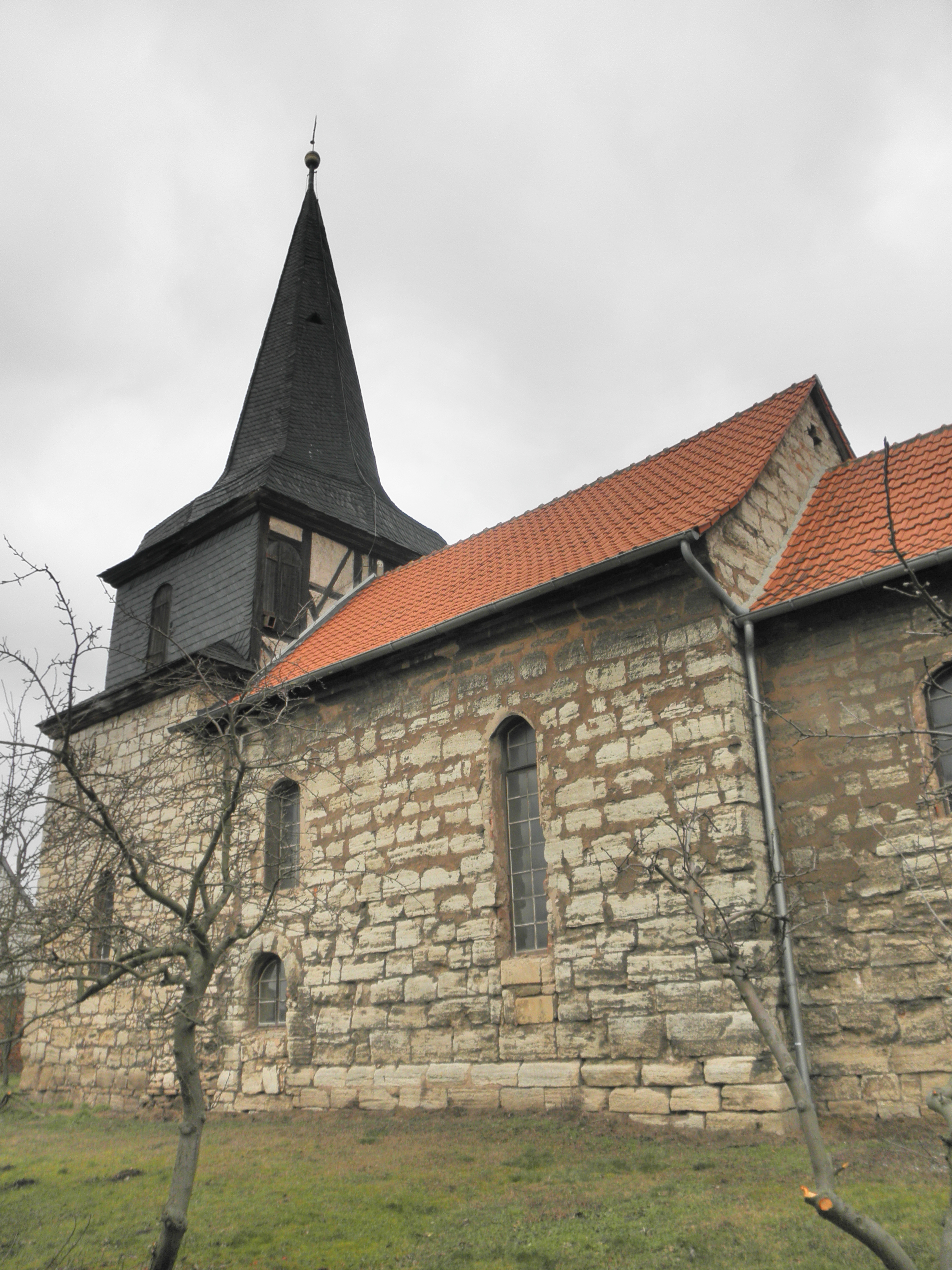
St. Andreas

Die evangelisch-lutherische Kirche St. Andreas steht in Mitteldorf, einem Ortsteil der Stadt Bleicherode im Landkreis Nordhausen in Thüringen. Die Kirche St. Andreas gehört zur Kirchengemeinde Wipperdorf des Pfarrbereiches Wipperdorf im Kirchenkreis Südharz der Evangelischen Kirche in Mitteldeutschland.

## Beschreibung
Die am Anfang des 13. Jahrhunderts erbaute kleine Saalkirche aus Natursteinmauerwerk hat einen eingezogenen Chor mit einer eingezogenen Apsis und den Kirchturm im Westen. Die Kirche wurde zwischen 1723 und 1727 barockisiert. Das oberste Geschoss des Turms ist aus Fachwerk, das teilweise verschiefert ist. Darauf sitzt ein achtseitiger spitzer Helm. Im Turm hängen zwei Glocken, die eine von 1353, die andere von 1438. Das Kirchenschiff hat Emporen an drei Seiten und ist mit einem Kreuzgratgewölbe überspannt, das breite, spitzbogige Gurtbögen hat. Ein gedrückter spitzbogiger Triumphbogen trennt das Kirchenschiff vom Chor.